# Karaz-A-Karak
Karaz-A-Karak is de hoofdstad van het dwergenrijk in het spel Warhammer.

## Ligging
Karaz-A-Karak ligt in het midden van de Worlds Edge Mountains. Deze bergketen is de oostgrens van The Empire. De Silver Road, een van de weinige min of meer veilige wegen naar de oosterse landen heeft zijn beginpunt in deze stad. Reizigers van The Empire komen meestal over de Old Dwarf Road naar deze stad.

## Betekenis
De mensen vertalen de naam naar Everpeak, de eeuwige berg. Dit is een ruwe vertaling van de dwergentaal maar geeft de meeste betekenissen van de naam weer. Het heeft zowel de betekenis als hoge berg in het gebergte als eeuwig durende. En inderdaad, deze dwergenstad is nog nooit in de handen van een vijand gevallen.

## Stichting
Volgens de legende werd deze stad gesticht door de godin Valaya. Tegen het jaar -2839 was de stad al bezoekenswaardig door de High Elves koning Bel-Shanaar. De koning in die periode was Snorri Whitebeard. Malekith blijft hier een tijdje wonen als ambassadeur van de elfen. 

## Inwoners
De bekendste inwoner van Karaz-A-Karak is de High King Thorgrim Grudgebearer. Hij is de Hoog Koning van alle dwergen. Hier houdt hij audiëntie op de troon van macht, een van de belangrijkste dwergen erfgoederen. Zijn hofhouding en gevolg van Hammers bevinden zich bijgevolg ook in deze stad. Hiernaast zijn het de oudste clans van het dwergenrijk die hier hun woonplaats hebben. Vele van deze clans kunnen hun afstammingslijn zelfs doortrekken tot een van de oudste dwergengoden. Hier door zijn de tempels voor de goden Grungni,  Grimnir en Valaya bij de grootste en de rijkste van het rijk.

## Leger
De oudste tradities worden hier nog zeer strik in ere gehouden en de inwoners moeten weinig hebben van de moderne technologieën. Een leger van Karaz-A-Karak zal dus weinig van de 'moderne' wapens zoals een kanon of pistolen in zijn rangen tellen. Laat staan de experimentelere uitvindingen van het ingenieursgilde.